# Ceratopsyche stimulans
Ceratopsyche stimulans är en nattsländeart som först beskrevs av Mclachlan 1878.  Ceratopsyche stimulans ingår i släktet Ceratopsyche och familjen ryssjenattsländor. Inga underarter finns listade i Catalogue of Life.